# Max Kruse
Maximilian Bennet Kruse (Reinbek, 19 marzo 1988) è un ex calciatore tedesco di ruolo attaccante.

## Statistiche

### Presenze e reti nei club
Statistiche aggiornate al 28 novembre 2022.
| Stagione                   | Squadra                    | Campionato                 | Campionato | Campionato | Coppe nazionali | Coppe nazionali | Coppe nazionali | Coppe continentali | Coppe continentali | Coppe continentali | Altre coppe | Altre coppe | Altre coppe | Totale | Totale |
| Stagione                   | Squadra                    | Comp                       | Pres       | Reti       | Comp            | Pres            | Reti            | Comp               | Pres               | Reti               | Comp        | Pres        | Reti        | Pres   | Reti   |
| -------------------------- | -------------------------- | -------------------------- | ---------- | ---------- | --------------- | --------------- | --------------- | ------------------ | ------------------ | ------------------ | ----------- | ----------- | ----------- | ------ | ------ |
| 2007-2008                  | Werder Brema II            | RLN                        | 33         | 2          | CG              | 3               | 0               | -                  | -                  | -                  | -           | -           | -           | 36     | 2      |
| 2008-2009                  | Werder Brema II            | 3.BL                       | 23         | 5          | -               | -               | -               | -                  | -                  | -                  | -           | -           | -           | 23     | 5      |
| Totale Werder Brema II     | Totale Werder Brema II     | Totale Werder Brema II     | 56         | 7          |                 | 3               | 0               |                    | -                  | -                  |             | -           | -           | 59     | 7      |
| 2007-2008                  | Werder Brema               | BL                         | 1          | 0          | CG              | 0               | 0               | UCL                | 0                  | 0                  | -           | -           | -           | 1      | 0      |
| 2008-2009                  | Werder Brema               | BL                         | 0          | 0          | CG              | 0               | 0               | UCL+CU             | 0+0                | 0                  | -           | -           | -           | 0      | 0      |
| 2009-2010                  | St. Pauli                  | 2.BL                       | 29         | 7          | CG              | 2               | 0               | -                  | -                  | -                  | -           | -           | -           | 31     | 7      |
| 2010-2011                  | St. Pauli                  | BL                         | 33         | 2          | CG              | 1               | 0               | -                  | -                  | -                  | -           | -           | -           | 34     | 2      |
| 2011-2012                  | St. Pauli                  | 2.BL                       | 34         | 13         | CG              | 1               | 0               | -                  | -                  | -                  | -           | -           | -           | 35     | 13     |
| Totale St. Pauli           | Totale St. Pauli           | Totale St. Pauli           | 96         | 22         |                 | 4               | 0               |                    | -                  | -                  |             | -           | -           | 100    | 22     |
| 2012-2013                  | Friburgo                   | BL                         | 34         | 11         | CG              | 5               | 1               | -                  | -                  | -                  | -           | -           | -           | 39     | 12     |
| 2013-2014                  | Borussia M'gladbach        | BL                         | 34         | 12         | CG              | 1               | 0               | -                  | -                  | -                  | -           | -           | -           | 35     | 12     |
| 2014-2015                  | Borussia M'gladbach        | BL                         | 32         | 11         | CG              | 3               | 2               | UEL                | 7                  | 0                  | -           | -           | -           | 42     | 13     |
| Totale Borussia M'gladbach | Totale Borussia M'gladbach | Totale Borussia M'gladbach | 66         | 23         |                 | 4               | 2               |                    | 7                  | 0                  |             | -           | -           | 77     | 25     |
| 2015-2016                  | Wolfsburg                  | BL                         | 32         | 6          | CG              | 1               | 1               | UCL                | 9                  | 2                  | SG          | 1           | 0           | 43     | 9      |
| 2016-2017                  | Werder Brema               | BL                         | 23         | 15         | CG              | 1               | 0               | -                  | -                  | -                  | -           | -           | -           | 24     | 15     |
| 2017-2018                  | Werder Brema               | BL                         | 29         | 6          | CG              | 4               | 2               | -                  | -                  | -                  | -           | -           | -           | 33     | 8      |
| 2018-2019                  | Werder Brema               | BL                         | 32         | 11         | CG              | 4               | 1               | -                  | -                  | -                  | -           | -           | -           | 36     | 12     |
| Totale Werder Brema        | Totale Werder Brema        | Totale Werder Brema        | 85         | 32         |                 | 9               | 3               |                    | 0                  | 0                  |             | -           | -           | 94     | 35     |
| 2019-2020                  | Fenerbahçe                 | SL                         | 20         | 7          | TK              | 3               | 0               | -                  | -                  | -                  | -           | -           | -           | 23     | 7      |
| 2020-2021                  | Union Berlino              | BL                         | 22         | 11         | CG              | -               | -               | -                  | -                  | -                  | -           | -           | -           | 22     | 11     |
| ago.-gen. 2021             | Union Berlino              | BL                         | 16         | 5          | CG              | 2               | 1               | UECL               | 5                  | 2                  | -           | -           | -           | 23     | 8      |
| Totale Union Berlino       | Totale Union Berlino       | Totale Union Berlino       | 38         | 16         |                 | 2               | 1               |                    | 5                  | 2                  |             | -           | -           | 45     | 19     |
| gen.-mag. 2022             | Wolfsburg                  | BL                         | 14         | 7          | CG              | -               | -               | -                  | -                  | -                  | -           | -           | -           | 14     | 7      |
| lug.-nov. 2022             | Wolfsburg                  | BL                         | 5          | 0          | CG              | -               | -               | -                  | -                  | -                  | -           | -           | -           | 5      | 0      |
| Totale Wolfsburg           | Totale Wolfsburg           | Totale Wolfsburg           | 51         | 13         |                 | 1               | 1               |                    | 9                  | 2                  |             | 1           | 0           | 62     | 16     |
| Totale carriera            | Totale carriera            | Totale carriera            | 446        | 131        |                 | 31              | 8               |                    | 21                 | 4                  |             | 1           | 0           | 499    | 143    |

### Cronologia presenze e reti in nazionale
| Cronologia completa delle presenze e delle reti in nazionale ― Germania | Cronologia completa delle presenze e delle reti in nazionale ― Germania | Cronologia completa delle presenze e delle reti in nazionale ― Germania | Cronologia completa delle presenze e delle reti in nazionale ― Germania | Cronologia completa delle presenze e delle reti in nazionale ― Germania | Cronologia completa delle presenze e delle reti in nazionale ― Germania | Cronologia completa delle presenze e delle reti in nazionale ― Germania | Cronologia completa delle presenze e delle reti in nazionale ― Germania |
| Data                                                                    | Città                                                                   | In casa                                                                 | Risultato                                                               | Ospiti                                                                  | Competizione                                                            | Reti                                                                    | Note                                                                    |
| ----------------------------------------------------------------------- | ----------------------------------------------------------------------- | ----------------------------------------------------------------------- | ----------------------------------------------------------------------- | ----------------------------------------------------------------------- | ----------------------------------------------------------------------- | ----------------------------------------------------------------------- | ----------------------------------------------------------------------- |
| 29-5-2013                                                               | Boca Raton                                                              | Germania                                                                | 4 – 2                                                                   | Ecuador                                                                 | Amichevole                                                              | -                                                                       | 79’                                                                     |
| 2-6-2013                                                                | Washington                                                              | Stati Uniti                                                             | 4 – 3                                                                   | Germania                                                                | Amichevole                                                              | 1                                                                       | 46’                                                                     |
| 10-9-2013                                                               | Tórshavn                                                                | Fær Øer                                                                 | 0 – 3                                                                   | Germania                                                                | Qual. Mondiali 2014                                                     | -                                                                       | 79’                                                                     |
| 11-10-2013                                                              | Colonia                                                                 | Germania                                                                | 3 – 0                                                                   | Irlanda                                                                 | Qual. Mondiali 2014                                                     | -                                                                       | 82’                                                                     |
| 15-10-2013                                                              | Stoccolma                                                               | Svezia                                                                  | 3 – 5                                                                   | Germania                                                                | Qual. Mondiali 2014                                                     | -                                                                       | 75’                                                                     |
| 19-11-2013                                                              | Londra                                                                  | Inghilterra                                                             | 0 – 1                                                                   | Germania                                                                | Amichevole                                                              | -                                                                       | 56’                                                                     |
| 11-10-2014                                                              | Varsavia                                                                | Polonia                                                                 | 2 – 0                                                                   | Germania                                                                | Qual. Euro 2016                                                         | -                                                                       | 83’                                                                     |
| 14-10-2014                                                              | Gelsenkirchen                                                           | Germania                                                                | 1 – 1                                                                   | Irlanda                                                                 | Qual. Euro 2016                                                         | -                                                                       | 70’                                                                     |
| 14-11-2014                                                              | Norimberga                                                              | Germania                                                                | 4 – 0                                                                   | Gibilterra                                                              | Qual. Euro 2016                                                         | -                                                                       |                                                                         |
| 18-11-2014                                                              | Vigo                                                                    | Spagna                                                                  | 0 – 1                                                                   | Germania                                                                | Amichevole                                                              | -                                                                       | 84’                                                                     |
| 25-3-2015                                                               | Kaiserslautern                                                          | Germania                                                                | 2 – 2                                                                   | Australia                                                               | Amichevole                                                              | -                                                                       | 73’                                                                     |
| 10-6-2015                                                               | Colonia                                                                 | Germania                                                                | 1 – 2                                                                   | Stati Uniti                                                             | Amichevole                                                              | -                                                                       | 73’                                                                     |
| 13-6-2015                                                               | Faro                                                                    | Gibilterra                                                              | 0 – 7                                                                   | Germania                                                                | Qual. Euro 2016                                                         | 2                                                                       | 36’                                                                     |
| 11-10-2015                                                              | Lipsia                                                                  | Germania                                                                | 2 – 1                                                                   | Georgia                                                                 | Qual. Euro 2016                                                         | 1                                                                       | 76’                                                                     |
| Totale                                                                  |                                                                         | Presenze                                                                | 14                                                                      |                                                                         | Reti                                                                    | 4                                                                       |                                                                         |

## Palmares

### Club
- Supercoppa di Germania: 1

Wolfsburg: 2015